# Ronde van Italië 2008/Zevende etappe
De zevende etappe van de Ronde van Italië 2008 werd op 16 mei verreden. 
De zevende etappe was door zijn aankomst bergop een eerste test voor de klassementsrenners. Aan het begin kwam een groep van 37 renners weg, maar op de ene laatste klim was die groep uitgedund tot 7 renners, met onder andere Emanuele Sella (doping), die door de punten die hij op de bergen verdiende steviger in de groene bergtrui kwam.
Op de voorlaatste klim van de tweede categorie sprong Leonardo Piepoli weg uit het peloton. Achteraf bleek hij niets anders dan een springplank voor Riccardo Riccò. Toen die uit het peloton weg sprong kreeg hij Danilo Di Luca en Alberto Contador mee. Zij blijven bij elkaar tot de laatste kilometers.
Ondertussen is er flink wat gebeurt in de kopgroep: er zijn verschillende renners gelost en Gabriele Bosisio demarreert. Vasil Kiryjenka gaat in de contra-attaque maar Sella (doping) kan door een lekke band niet volgen. In deze volgorde komen ze ook over de finish.
Een paar kilometer voor de meet valt de favorietengroep uit elkaar. Riccò en Di Luca komen gelijktijdig over de meet, met daarachter Piepoli en daarachter Contador. Een klein minuutje later komt een uitgedunt peloton met overige favorieten over de meet.
1e etappe ·
2e etappe ·
3e etappe ·
4e etappe ·
5e etappe ·
6e etappe ·
7e etappe ·
8e etappe ·
9e etappe ·
10e etappe ·
11e etappe ·
12e etappe ·
13e etappe ·
14e etappe ·
15e etappe ·
16e etappe ·
17e etappe ·
18e etappe ·
19e etappe ·
20e etappe ·
21e etappe
Startlijst · Eindstanden · Afbeeldingen